# La Usurpadora: The Musical
La Usurpadora: The Musical es una película de comedia criminal musical de 2023 dirigida por Santiago Limón a partir de un guion que coescribió con María Hinojos, basado en la telenovela mexicana de 1998 La usurpadora. La película está protagonizada por Isabella Castillo, Alan Estrada, Cecilia Toussaint, Susana Zabaleta y Jesús Ochoa, con las apariciones especiales de Alejandra Guzmán y Gabriela Spanic.

## Sinopsis
Dos gemelas separadas al nacer crecen en condiciones muy distintas. Años después, se encuentran y una de ellas le pide a la otra ocupar su lugar en su matrimonio para poder huir con su amante y recorrer el mundo durante un año.

## Elenco
- Isabella Castillo como Valeria y Victoria
- Alan Estrada como Carlos Daniel
- Susana Zabaleta como Doña Inés
- Jesús Ochoa como Don Ramiro
- Cecilia Toussaint como Abuelita
- Valentina como Lidia
- Alejandra Ley como Lupita
- Alejandra Guzmán
- Gabriela Spanic
- Shane West como Chad

## Producción
La fotografía principal comenzó en diciembre de 2021 en Ciudad de México y los estados mexicanos de Hidalgo, Jalisco y Nayarit.

## Lanzamiento
La película recibió una proyección previa en Tucson, Arizona, el 22 de marzo de 2023. Fue estrenada en cines en Estados Unidos el 7 de abril de 2023, por Pantelion Films, y en México el 12 de abril de 2023, por Videocine.

## Recepción
Mary Avilés de Common Sense Media otorgó a la película tres estrellas de cinco.